# Prefectura apostólica de Yangzhou
La prefectura apostólica de Yangzhou o de Yangchow (en latín: Praefectura Apostolica Yangchovensis y en chino: 天主教扬州监牧区) es una circunscripción eclesiástica de la Iglesia católica en China. Se trata de una prefectura apostólica latina, inmediatamente sujeta a la Santa Sede. Desde el 22 de septiembre de 2018 es administrada por el obispo Francis Xavier Lu Xinping de la diócesis patriótica de Nankín, aunque para el Anuario Pontificio es sede vacante desde 1983. En agosto de 1981 la Asociación Patriótica Católica China la anexó a la diócesis de Nankín (la arquidiócesis de Nankín rebajada a diócesis), sin asentimiento de la Santa Sede.

## Territorio y organización
La prefectura apostólica extiende su jurisdicción sobre los fieles católicos de rito latino residentes en parte de la provincia de Jiangsu.
La sede de la prefectura apostólica se encontraba en la ciudad de Yangzhou, en donde se halla la Catedral del Sagrado Corazón, mientras que en la ciudad de Nankín se encuentra la Catedral de la Inmaculada Concepción, que es la sede de la diócesis patriótica de Nankín.

## Historia
La prefectura apostólica de Yangzhou (Yangchow) fue erigida el 9 de junio de 1949 con la bula Recta Ecclesiarum del papa Pío XII, obteniendo el territorio de la diócesis de Shanghái.
En febrero de 1949 el Partido Comunista de China capturó Yangzhou, se impuso en la guerra civil y proclamó la República Popular China el 1 de octubre de 1949. El 4 de septiembre de 1951 China comunista expulsó al nuncio apostólico Antonio Riberi y la Santa Sede continuó reconociendo a la República de China en Taiwán como el legítimo gobierno chino. Todos los misioneros extranjeros fueron expulsados de China comunista desde 1952, entre ellos el prefecto apostólico estadounidense Eugene Fahy, quien renunció en 1983 y falleció el 17 de agosto de 1996.
La Asociación Patriótica Católica China fue creada con el apoyo de la Oficina de Asuntos Religiosos de la República Popular de China en 1957, con el objetivo de controlar las actividades de los católicos en China. Su nombre público es Iglesia católica china y es referida como la "Iglesia oficial" en contraposición a la "Iglesia subterránea" o "Iglesia clandestina" leal a la Santa Sede.
En el período de 1966 a 1976 la Revolución Cultural se ensañó especialmente contra la religión, destruyéndose numerosas iglesias y cesaron todas las actividades religiosas en la prefectura apostólica. En agosto de 1981 la Asociación Patriótica Católica China la anexó a la diócesis patriótica de Nankín (la arquidiócesis de Nankín rebajada a diócesis), sin asentimiento de la Santa Sede.
El 22 de septiembre de 2018 se firmó en Pekín el Acuerdo provisional entre la Santa Sede y la República Popular de China sobre el nombramiento de los obispos. El 22 de octubre de 2020 el acuerdo fue prorrogado por otros dos años y en octubre de 2022 por otros dos años más.
Debido a la situación particular de la Iglesia católica en China, la Santa Sede no nombra obispos para las diócesis chinas, que son sedes oficialmente vacantes incluso en presencia de obispos reconocidos por Roma.

## Episcopologio
- Eugene Fahy, S.I. † (9 de febrero de 1951-1983 renunció)